# Sopetrán
Sopetrán – miasto w Kolumbii, w departamencie Antioquia.